# Scende la pioggia/Il cigno bianco
Scende la pioggia/Il cigno bianco è un singolo del cantante italiano Gianni Morandi pubblicato nel dicembre 1968.
Il disco, trascinato dal brano del Lato A, vincitore a Canzonissima 1968, rimase al primo posto delle classifiche italiane per cinque settimane, risultando il 18° singolo più venduto in Italia nel 1969.

## Descrizione

### I brani del disco

#### Scende la pioggia
(Scende la pioggia (1969))
Il brano del Lato A, Scende la pioggia, è una cover del brano Elenore dei Turtles.  Il testo in italiano affidato alla voce di Gianni Morandi fu scritto da Franco Migliacci  nel dicembre 1968.
Di Elenore però Scende la pioggia ha solo la melodia. Il testo in italiano non è infatti una traduzione letterale del brano dei Turtles: nel testo, il protagonista dice che a farlo sentire triste non è la pioggia che cade, ma piuttosto la constatazione dell'egoismo delle persone.
Con questo brano, Gianni Morandi vinse per la seconda volta nella sua carriera Canzonissima. Nella competizione canora, condotta in quell'edizione da Walter Chiari, Mina e Paolo Panelli, il brano di Morandi ottenne 1.701.710, più del doppio di quelli (836.629) ottenuti da Claudio Villa, giunto secondo.
Il brano Scende la pioggia è stato in seguito eseguito da vari artisti, quali Dori Ghezzi, Pupo, Rudy Rickson, Michela Andreozzi, vocalist per Alessandra Pazzetta, nella compilation Non è la Rai gran finale del 1995, Joe Dibrutto nell'album Maccaroni soul del 2010 (Irma Records, IRM 680 CD)

#### Il cigno bianco
Il brano del Lato B, Il cigno bianco, è stato scritto da Dario Farina, Franco Migliacci, Mauro Lusini e Piero Pintucci.

## Tracce
7"
1. Scende la pioggia – 2:28 (testo: Franco Migliacci – musica: Barbata-Kaylan-Nichol-Pons-Volman)
2. Il cigno bianco – 2:45

## Classifiche
| Classifica | Posizione massima | Nr. di settimane |
| ---------- | ----------------- | ---------------- |
| Italia     | 1                 |                  |